# بخش پوری
بخش پوری (به انگلیسی: Puri district) یک بخش در هند است که در اودیسا واقع شده‌است. بخش پوری ۳٬۰۵۱ کیلومتر مربع مساحت و ۱٬۵۰۲٬۶۸۲ نفر جمعیت دارد.